# 當代男兒
《當代男兒》（英語：And Yet We Live），是香港電視廣播有限公司製作的時裝劇集，全套共60集，由當時無綫收視保證萬梓良領銜主演，但此劇收視平平與之前主演的《流氓大亨》、《生命之旅》等電視劇稍微遜色。其主題曲《真的漢子》由鄭國江填詞，林子祥作曲及主唱，鍾定一編曲，是林子祥代表歌曲之一。
這部劇在內地有《梟雄》之別稱。

## 故事大綱
程家俊（萬梓良飾）乃一建築公司工程師，因工作關係與太子爺江世文（戴志偉飾）結怨，連累女友孫潔明（麥翠嫻飾）被害，家俊報復導致世文入獄。世文含恨在心買兇殺家俊，卻誤殺其母，家俊與檢控官葉曉琳（陳敏兒飾）合力指控世文失敗，世文獲釋，卻遭家俊弟程家勇（林嘉華飾）所槍殺。
家俊轉投警界，與莫兆康（呂良偉飾）結成知交，及後兆康為取得家產變得不擇手段，誤殺岑碧舒（陳美琪飾），復嫁禍家俊妻鄧寶玲（林穎嫻飾）。寶玲失足墮海，兆康為求自保，見死不救。
家俊為追查愛妻死因對兆康窮追猛打，兆康被捕入獄，且跌跛一足。兆康因此懷恨在心，命原是家俊下屬而結怨的保鏢陳國浩（劉青雲飾）殺家俊，事敗。家俊矢志以牙還牙，兆康亦誓要置家俊於死地，二人遂展開一連串鬥爭。

## 演員表
- 萬梓良 飾 程家俊
- 呂良偉 飾 莫兆康
- 陳敏兒 飾 葉曉琳
- 林穎嫺 飾 鄧寶玲
- 麥翠嫻 飾 孫潔明
- 陳美琪 飾 岑碧舒
- 劉青雲 飾 陳國浩
- 林嘉華 飾 程家勇
- 戴志偉 飾 江世文
- 張衛健 飾 葉曉輝
- 毛舜筠 飾 劉志美
- 邵美琪 飾 簡美娟
- 岳　華 飾 簡福才
- 李香琴 飾 莫雪娥
- 吳孟達 飾 程　發
- 許紹雄 飾 江世良
- 梁鴻華 飾 孫火佳
- 飾 程祖父
- 關海山
- 雷宇揚
- 光　毅
- 曹　濟
- 丁　茵
- 羅麗娟
- 孫季卿
- 曾偉明
- 石毅魂
- 黃一飛
- 韓　俊
- 葉碧雲
- 曾守明
- 白　蘭
- 馮瑞珍
- 佩　雲
- 薛純基
- 關　菁
- 劉文俊
- 夏洪枝
- 李揚道
- 黎壁光
- 黃志偉
- 黃澤民
- 陳安瑩
- 馬慶生
- 鄧汝超
- 許逸華
- 張孫媚
- 楊啟芳
- 湘　漪
- 陳中堅
- 馮　國
- 林燕明
- 駱應鈞
- 李顯明
- 區偉麟
- 吳夏萍
- 冼麗燕
- 楊啟芳
- 周天得
- 陳國志
- 司馬燕
- 黃綺倫
- 蔣奕明
- 楊敬芳
- 焦　雄
- 錢栢鋼
- 譚一清
- 梅　蘭
- 劉安琪
- 張志強
- 蘇漢生
- 麥子雲
- 李海生
- 何禮男
- 鮑偉亮
- 談泉慶
- 姜為南
- 王敏明
- 陸應康
- 李煌生
- 羅　蘭
- 楊子韜
- 林迪安
- 江明輝
- 張　蓓
- 黃宗賜
- 陳均榕
- 陳惠瑜
- 何子滿
- 梁　心
- 張　熙
- 麥樹燊
- 陳國權
- 梁克遜
- 俞　明
- 何璧堅
- 徐廣林
- 梁　愛
- 鄧若嫺
- 郭政鴻
- 黃志強
- 秦卓勳
- 田永加
- 林嘉麗
- 白文彪
- 廖麗麗
- 侯蔚雲
- 何文進
- 鄭藩生
- 羅國維
- 朱家寶
- 楊愛明
- 譚兆明
- 林偉健
- 麥皓為
- 林文龍
- 胡美儀
- 叢世權
- 秦　沛
- 虞天偉
- 薛　峻
- 陳榮峻
- 何貴林
- 陳家碧
- 王仲匡
- 李國平
- 朱　剛
- 杜兆津
- 陳紹華
- 許實賢
- 李健強
- 朱鐵和

## 外部連結
- 《當代男兒》 GOTV 第1集重溫